# Chaîne du Yushan
La chaîne du Yushan, en chinois 玉山山脈, également appelée chaîne de Jade, est une chaîne centrale-méridionale de Taïwan s'étendant sur le comté de Chiayi, Kaohsiung et le comté de Nantou. Elle se situe en face de la chaîne de Chungyang à l'est et séparée par la rivière Qishan de la chaîne d'Alishan à l'ouest. Elle est l'une des cinq chaînes principales de l'île.
Elle est composée d'une crête longue nord-sud et d'une crête plus courte est-ouest. Le Yu Shan, culminant à 3 952 m, se trouve à l'intersection de ces deux dernières. Le parc national du Yushan est situé à proximité.

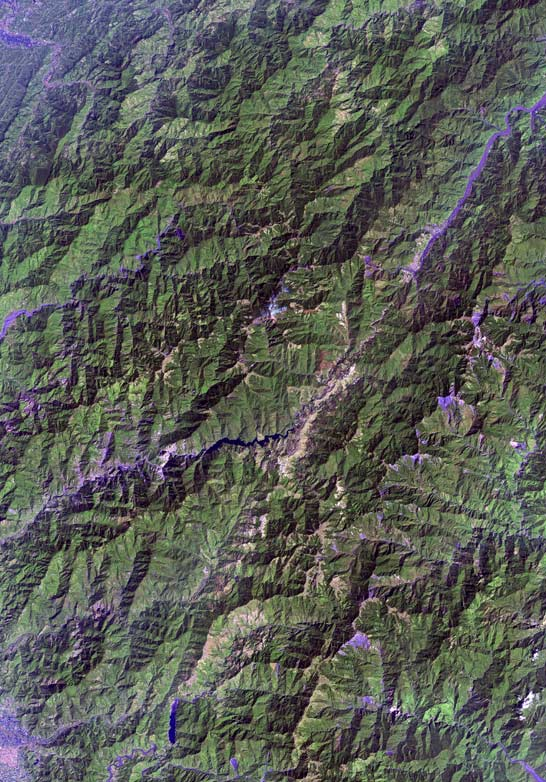
Image satellite de la chaîne du Yushan